# Đảo cực địa từ

Phân cực địa từ trong 5 triệu năm qua (Thế Pliocen và Kỷ Đệ Tứ, cuối Đại Tân sinh). Vùng tối biểu thị các thời kỳ trong đó cực từ khớp với cực từ bình thường ngày nay; vùng sáng biểu thị các thời kỳ mà cực từ bị đảo ngược. Ma: triệu năm.

Đảo cực địa từ là sự thay đổi hướng của từ trường Trái Đất như các vị trí bắc từ và nam từ thay đổi cho nhau. Các sự kiện này thường liên quan đến sự suy giảm kéo dài về độ mạnh của từ trường và theo sau đó là sự phục hồi nhanh chóng sau khi mà hướng từ mới được thiết lập.
Sự kiện đảo cực địa từ xuất hiện cách nhau một khoảng thời gian ngẫu nhiên, từ 0,1 đến 1 triệu năm, và trung bình 450.000 năm. Trong 83 triệu năm qua có 184 lần đảo cực. Phần lớn đảo cực diễn ra trong khoảng 1.000 đến 10.000 năm.
Đảo cực gần đây nhất là vào giữa kỷ Đệ tứ, 781.000 năm trước, và được gọi là đảo ngược Brunhes-Matuyama. Sự đảo cực ngắn gần đây nhất là sự kiện Laschamp xảy ra 41400 (±2000) năm trước, trong thời kỳ băng hà cuối cùng.
Một sự kiện đảo cực trước nữa, đảo ngược Gauss-Matuyama xảy ra khoảng 2,588 ± 0,005 triệu năm trước, được Ủy ban quốc tế về địa tầng học (ICS) lựa chọn là đánh dấu sự khởi đầu của kỷ Đệ Tứ.

## Nguyên nhân

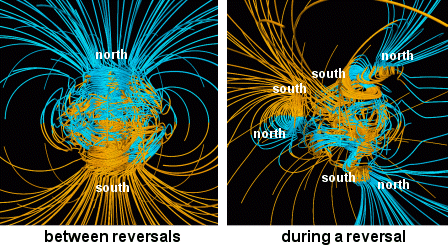
Mô phỏng máy tính của NASA sử dụng mô hình của Glatzmaier và Roberts. Các ống đại diện cho các đường sức từ, màu xanh lam khi từ trường hướng về tâm và màu vàng khi ra xa. Trục quay của Trái đất có tâm và thẳng đứng. Các cụm đường dày đặc nằm trong lõi Trái đất.

Một số nhà khoa học tin rằng sự đảo chiều là do ảnh hưởng của các yếu tố nêu trong thuyết dynamo về cách thức mà trường địa từ được sinh ra. Bằng các mô phỏng trên máy tính, người ta thấy rằng các đường sức từ trường có thể đôi khi trở nên lộn xộn và bị rối loạn bởi các chuyển động hỗn độn của kim loại lỏng trong lõi của Trái Đất.
Trong một số mô phỏng đã chỉ ra sự không ổn định mà trong đó từ trường thay đổi nhanh một cách tự phát sang hướng ngược lại. Kịch bản này được hỗ trợ bởi các quan sát về từ trường của Mặt Trời, nó đã trải qua các kỳ đảo cực từ một cách tự phát cứ trong mỗi 7-15 năm (xem: chu trình mặt trời). Tuy nhiên, với mặt trời người ta quan sát cường độ từ trường mặt trời tăng một cách mạnh mẽ trong thời gian đảo cực, trong khi đó tất cả các lần đảo cực từ trên Trái Đất dường như là diễn ra trong suốt các thời kỳ độ mạnh từ trường rất thấp.
Các phương pháp tính toán bằng máy tính hiện tại sử dụng các phép rất đơn giản để tạo ra các mô hình có thể chấp nhận được theo thang thời gian cho một chương trình nghiên cứu.
Một ít ý kiến nhỏ mà theo Richard A. Muller, là sự đảo cực địa từ không phải là một quá trình tự phát nhưng có thời điểm bộc phát bởi các sự kiện gây phá vỡ trực tiếp các dòng chảy trong lõi của Trái Đất. Các quá trình này có thể bao gồm của sự hút chìm các lục địa vào manti bởi hoạt động kiến tạo mảng ở các đới hút chìm, sự bắt đầu của chùm lớp phủ mới từ ranh giới lõi-manti, và có thể các lực cắt lõi - manti tạo ra từ các sự kiện ảnh hưởng rất lớn. Những người ủng hộ học thuyết này thì cho rằng các sự kiện này có thể dẫn đến sự phân bố dynamo trên phạm vi rộng, làm tắt trường địa từ một cách hiệu quả. Do từ trường ổn định hiện nay theo hướng Bắc-Nam hoặc nó là hướng đã bị đảo, nên người ta cũng đề xuất rằng khi từ trường hồi phục từ sự phân bố này nó sẽ chọn một hoặc trạng thái khác một cách ngẫu nhiên. Do vậy, sự hồi phục cũng được xem là một sự đảo chiều chiếm gần một nửa trong tổng số các trường hợp. Các sụp đổ chủ yếu không phải là kết quả của sự đảo chiều được gọi là lệch địa từ.